# Frankliniella runneri
Frankliniella runneri är en insektsart som först beskrevs av Gary Scott Morgan 1913.  Frankliniella runneri ingår i släktet Frankliniella och familjen smaltripsar. Inga underarter finns listade i Catalogue of Life.